# Durfort (Tarn)
Durfort è un comune francese di 295 abitanti situato nel dipartimento del Tarn nella regione dell'Occitania.

## Società

### Evoluzione demografica
Abitanti censiti